# General Electric T700
Los General Electric T700 y CT7 son una familia de motores de aviación de tipo turboeje y turbohélice de la clase 1500 - 3.000 CV fabricados en Estados Unidos por la compañía GE-Aviation, subsidiaria de General Electric.

## Aplicaciones

### Turboeje T700
- AH-1W SuperCobra y AH-1Z Viper
- SH-2G Super Seasprite
- UH-1Y Venom
- UH-60 Black Hawk
- SH-60 Seahawk
- AH-64 Apache
- HH-60 Jayhawk
- CH-148 Cyclone
- AgustaWestland EH101 / CH-149 Cormorant / VH-71 Kestrel
- NHI NH90
- Piasecki X-49
- AH-60L Arpía IV

### Turboeje CT7
- AgustaWestland AW189
- Bell 214ST
- Bell 525
- Sikorsky S-70C
- Sikorsky S-92

### Turbohélice CT7
- CASA/IPTN CN-235
- Let L-610G
- Saab 340
- Sukhoi Su-80